# 12,8-cm-Pak 44

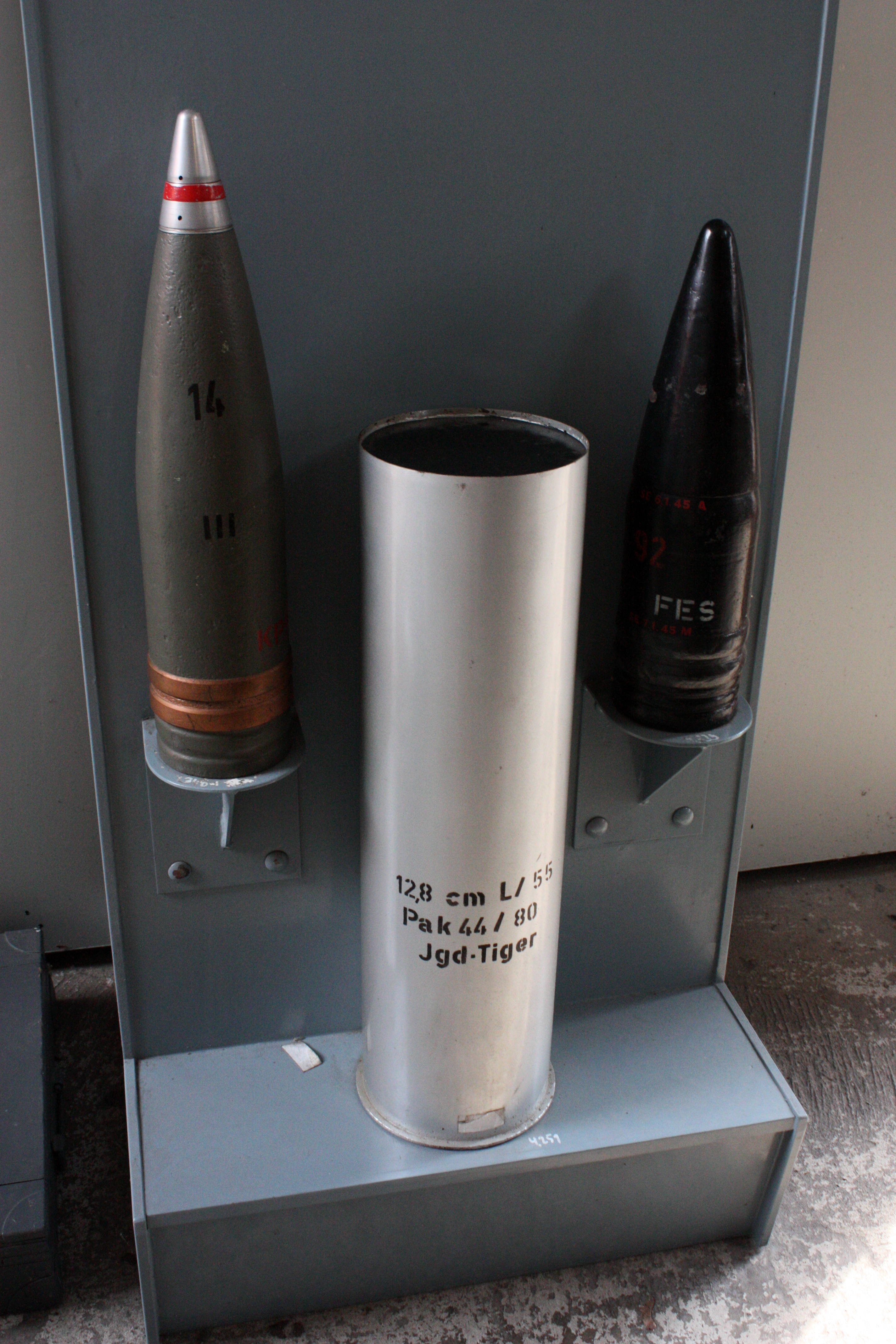
V. l. n. r.: Sprenggranate, Kartusche, Panzergranate

Die 12,8-cm-Pak 44 war eine Panzerabwehrkanone (kurz: Pak) der deutschen Wehrmacht mit der Kaliberlänge L/55, die hauptsächlich im direkten Feuerkampf der Panzerjägertruppe gegen gepanzerte Gefechtsfahrzeuge eingesetzt wurde.
Das Äquivalent zu diesem Waffensystem als Turmkanone im Panzerwagen oder Kampfpanzer waren die Kampfwagenkanone 12,8-cm-KwK 44 sowie die baugleiche Panzerjägerkanone (kurz: PjK) 12,8-cm-PjK 44 im Jagdpanzer.

## Beschreibung
Die Pak 44 wurde 1943 von Krupp entwickelt. Ab 1944 wurden in den Kruppschen Berthawerken in Breslau insgesamt 51 Geschütze gebaut. Die Rohrlebensdauer betrug 1000 bis 2000 Schuss. Die Pak 44 hatte eine Kreuzlafette, die ihr 360°-Rundumfeuer ermöglichte.

## Munition
Anstelle aller bisher für KwK/Pak/PjK verwendeten Granatpatronen, d. h. Granate und Kartusche bildeten eine Einheit, waren für dieses Waffensystem aus Gewichtsgründen beim Ladevorgang Granate und Kartusche getrennt. Die Verwendung der bisher bewährten Randkartusche (R) wurde aber beibehalten. Im Wesentlichen kamen drei Granattypen zum Einsatz.
- PzGr. – Panzergranate für 12,8-cm-KwK, -Pak und -PjK 44 L/55
  - Projektil (APC-HE): Wuchtgeschoss panzerbrechend, mit Stahl-Kappe und Sprengladung (ggf. Leuchtspursatz)
- PzGr. 43 – Panzergranate 1943 für 12,8-cm-KwK, -Pak und -PjK 44 L/55
  - Projektil (APCBC-HE): Wuchtgeschoss panzerbrechend, mit Stahl-Kappe, Sprengladung und ballistischer Haube (ggf. Leuchtspursatz)
- 12,8-cm SpGr. L/5.0 – Sprenggranate, Ausführung für 12,8-cm-KwK, -Pak und -PjK 44 L/55
  - Projektil HE: Projektil mit Sprengsatz (mit Splitterwirkung) hochexplosiv

Die nachstehende Übersicht enthält Durchschlagsleistungen des Waffensystems KwK/Pak/PjK. Da die 12,8-cm-Sprenggranate generell nicht zur Bekämpfung gepanzerter Ziele konzipiert war, wurden diesbezüglich auch keine Untersuchungen angestrebt.
| PzGr.    | 26,3 kg | 550 g (RDX träge) | 496,5 mm | 15,0 kg | 880 m/s | 166 mm | 143 mm | 117 mm |
| PzGr. 43 | 28,3 kg | 550 g (RDX träge) | 496,5 mm | 15,0 kg | 920 m/s | 212 mm | 200 mm | 178 mm |
| SpGr.    | 28,0 kg | 3,6 kg            | 623 mm   | 12,2 kg | 750 m/s | –      | –      | –      |

Die Angaben beziehen sich auf die mittlere Durchschlagskraft gegen homogene, gewalzte Panzerstahlplatten bei einem Auftreffwinkel von 30° zur Vertikalen.

## Einsatz
Die Pak 44 wurde von Anfang an als schweres Feldgeschütz und Pak eingesetzt. Daher war auch die Bezeichnung 12,8-cm-Kanone 44 üblich. Auch wurden hiervon, wenn auch in geringer Stückzahl, die Kampfwagenkanone 12,8-cm-KwK 44 L/55 bzw. Panzerjagdkanone 12,8-cm-PjK 44 L/55 abgeleitet, die beispielsweise als Hauptbewaffnung im Jagdpanzer VI Jagdtiger und Panzerkampfwagen VIII Maus zum Einsatz kamen. Auch wurden Rohr und Verschluss auf Lafetten anderer Waffensysteme erprobt oder genutzt.
Insgesamt wurde diese leistungsfähige Kanone unverändert oder geringfügig modifiziert – teilweise auch mit leicht geänderter Bezeichnung – in folgenden Waffensystemen verwendet:
- 12,8-cm-KwK 44: Einsatzverwendung KwK 44 (Kampfwagenkanone), als Turmkanone für überschwere Panzer; Beispiel Panzerkampfwagen VIII „Maus“.
- 12,8-cm-PjK 44: Einsatzverwendung PjK 44 (Panzerjagdkanone), als Hauptbewaffnung für schwere Panzerjäger; Beispiel auf dem Jagdpanzer VI Jagdtiger (auch Sd.Kfz. 186) oder kurz „Jagdtiger“.
- 12,8-cm-Pak 44, Einsatzverwendung als Pak 44 (Panzerabwehrkanone) auf Vierradlafette (hier: Gerät 579 – eine mittelschwere Artillerie-Lafette, Krupp-Version auf Vierrad-Lafette, drehbar mit zwei Seitenauslegern, Zwillingsräder jeweils vorne und hinten, in Feuerposition 360° Azimut-Richtkreis).
- 12,8-cm-Kanone 81/1: Einsatzverwendung als K 44 (Feldkanone) mit dem ehemaligen französischen Waffensystem 155-mm-GPF-T auf Zweirad-Spreizlafette.
- 12,8-cm-Kanone 81/2: Einsatzverwendung als K 44 (Feldkanone) mit dem ehemaligen sowjetischen Waffensystem 152-mm-Kanonen-Haubitze Model 1937 auf Zweirad-Spreizlafette.
- 12,8-cm-Kanone 81/3: Einsatzverwendung als K 44 (Feldkanone) auf Vierradlafette (Gerät 579).